# Алёхино (Пестяковский район)
Алёхино — село в Пестяковском районе Ивановской области. Входит в Пестяковское сельское поселение.

## География
Ближайшая железнодорожная станция (Демидово) находится в 9 км на линии Иваново — Нижний Новгород. Расстояние до районного центра (посёлок Пестяки) — 12 км.

## История
В конце XIX — начале XX века деревня входила в состав Неверослободской волости Гороховецкого уезда Владимирской губернии, с 1925 года — в составе Пестяковской волости Шуйского уезда Иваново-Вознесенской губернии. В 1859 году в деревне числилось 13 дворов, в 1905 году — 15 дворов.
С 1929 года деревня входила в состав Порошинского сельсовета Ландеховского района, с 1931 года — в составе Пестяковского района, с 1974 года — центр Алехинского сельсовета, с 2005 года — в составе Демидовского сельского поселения, с 2015 года — в составе Пестяковского сельского поселения.

## Население
| 1859 | 1905 | 2010 |
| ---- | ---- | ---- |
| 98   | ↘63  | ↗261 |

## Инфраструктура
В деревне имеется филиал Нижнеландеховской основной школы (до 2012 года — Алёхинская основная школа).